# Општина Гимеш-Фађет (Бакау)
Гимеш-Фађет (рум. Ghimeş-Făget) општина је у Румунији у округу Бакау.
Oпштина се налази на надморској висини од 853 m.